# Chiesa di Maria Santissima delle Grazie o della Mercede
La chiesa Maria Santissima delle Grazie-Chiesa della Mercede   è un edificio religioso situato nella città di San Cataldo.
La parrocchia Santa Maria delle Grazie (Santuario Maria Ss.ma delle Grazie-Chiesa della Mercede). Antico convento con annessa aula liturgica, la chiesa fu in seguito intitolata alla Madonna della Mercede ed elevata a parrocchia nell'anno 1954, dopo essere stata qualche anno prima ricostruita. Ad un'unica navata. Dal 2000 è Santuario diocesano.

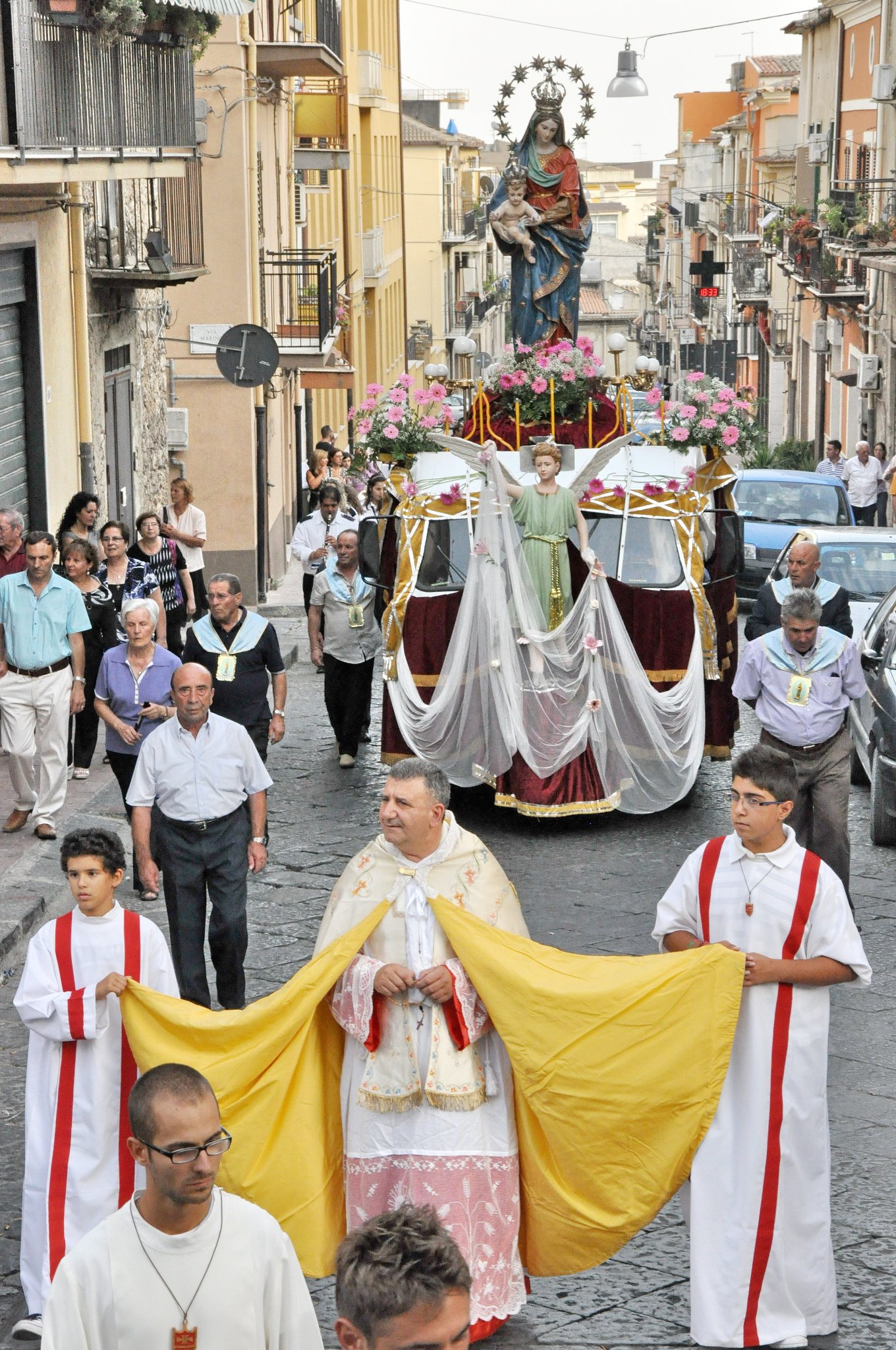
Madonna delle Grazie 1 di settembre.

In passato veniva celebrata il 2 luglio; poi, in un periodo imprecisato, la data si spostò alla prima domenica di settembre. È organizzata dalla parrocchia della Madonna delle Grazie (convento dei Mercedari). Nel giorno della festa, si porta in processione il simulacro della Vergine (restaurato nel 2006), e dopo nel cortile vicino alla parrocchia, viene celebrata la messa all'aperto.